# Antsahabe
Antsahabe is een plaats en commune in het noorden van Madagaskar, behorend tot het district Antsohihy, dat gelegen is in de regio Sofia. Tijdens een volkstelling in 2001 telde de plaats 11.369 inwoners.
De plaats biedt enkel lager onderwijs aan. 40 % van de bevolking werkt als landbouwer, 20 % houdt zich bezig met veeteelt en 38 % verdient zijn brood als visser. Het belangrijkste landbouwproduct is rijst; ander belangrijk product is raffia. Verder is 2% actief in de dienstensector.